# 마하난딘
마하난딘(산스크리트어: महनंदिन)은 인도 아대륙의 사이슈나가 왕조의 마지막 왕이었다. 이 왕조는 고대 인도에서 파탈리푸트라(오늘날의 파트나, 비하르주) 시 주변 지역을 통치했다.

## 생애
푸라나에서는 난디바르다나를 9대 사이슈나가 국왕으로, 그의 아들 마하난딘을 10대이자 마지막 사이슈나가 국왕으로 기록하고 있다. 마하난딘은 수드라 출신 아내 사이에서 태어난 서자인 마하파드마 난다에게 살해되었다.